# Kabinett Vähi III
Regierung der Republik Estland unter Ministerpräsident Tiit Vähi (Kabinett Vähi III)
Amtszeit: 6. November 1995 bis 17. März 1997
| Ressort                             | Name                 | Amtszeit              | Partei                 |
| ----------------------------------- | -------------------- | --------------------- | ---------------------- |
| Ministerpräsident                   | Tiit Vähi            | 06.11.1995–17.03.1997 | Koonderakond           |
| Justizminister                      | Paul Varul           | 06.11.1995–17.03.1997 | Koonderakond           |
| Verteidigungsminister               | Andrus Öövel         | 06.11.1995–17.03.1997 | Koonderakond           |
| Umweltminister                      | Villu Reiljan        | 06.11.1995–17.03.1997 | Eesti Maarahva Erakond |
| Kultur- und Bildungsminister        | Jaak Aaviksoo        | 06.11.1995–01.01.1996 | parteilos              |
| Kulturminister                      | Jaak Allik           | 01.01.1996–17.03.1997 | Koonderakond           |
| Bildungsminister                    | Jaak Aaviksoo        | 01.01.1996–30.11.1996 | parteilos              |
| Bildungsminister                    | Rein Loik            | 02.12.1996–17.03.1997 | parteilos              |
| Wirtschaftsminister                 | Andres Lipstok       | 06.11.1995–30.11.1996 | Reformierakond         |
| Wirtschaftsminister                 | Jaak Leimann         | 02.12.1996–17.03.1997 | Reformierakond         |
| Landwirtschaftsminister             | Ilmar Mändmets       | 06.11.1995–17.03.1997 | parteilos              |
| Finanzminister                      | Mart Opmann          | 06.11.1995–17.03.1997 | Koonderakond           |
| Innenminister                       | Märt Rask            | 06.11.1995–01.12.1996 | Reformierakond         |
| Innenminister                       | Riivo Sinijärv       | 02.12.1996–17.03.1997 | Koonderakond           |
| Sozialminister                      | Toomas Vilosius      | 06.11.1995–01.12.1996 | Reformierakond         |
| Sozialministerin                    | Tiiu Aro             | 02.12.1996–17.03.1997 | Reformierakond         |
| Verkehrs- und Infrastrukturminister | Kalev Kukk           | 06.11.1995–30.11.1996 | Reformierakond         |
| Verkehrs- und Infrastrukturminister | Raivo Vare           | 02.12.1996–17.03.1997 | parteilos              |
| Außenminister                       | Siim Kallas          | 06.11.1995–22.11.1996 | Reformierakond         |
| Außenminister                       | Toomas Hendrik Ilves | 02.12.1996–17.03.1997 | parteilos              |
| Minister ohne Geschäftsbereich      | Jaak Allik           | 06.11.1995–01.01.1996 | Koonderakond           |
| Ministerin ohne Geschäftsbereich    | Andra Veidemann      | 09.12.1996–17.03.1997 | Arengupartei           |
| Minister ohne Geschäftsbereich      | Endel Lippmaa        | 17.11.1995–06.08.1996 | Koonderakond           |
| Minister ohne Geschäftsbereich      | Riivo Sinijärv       | 06.08.1996–01.12.1996 | Koonderakond           |
| Minister ohne Geschäftsbereich      | Tiit Kubri           | 06.11.1995–17.03.1997 | Eesti Maarahva Erakond |